# Sablonnières
Pour les articles homonymes, voir Sablonnières (homonymie).
Sablonnières est une commune française située dans le département de Seine-et-Marne en région Île-de-France.

## Géographie

### Localisation
La commune (autrefois appelée Sablonnières-le-Temple) est située à environ  19 kilomètres au sud-est de La Ferté-sous-Jouarre.

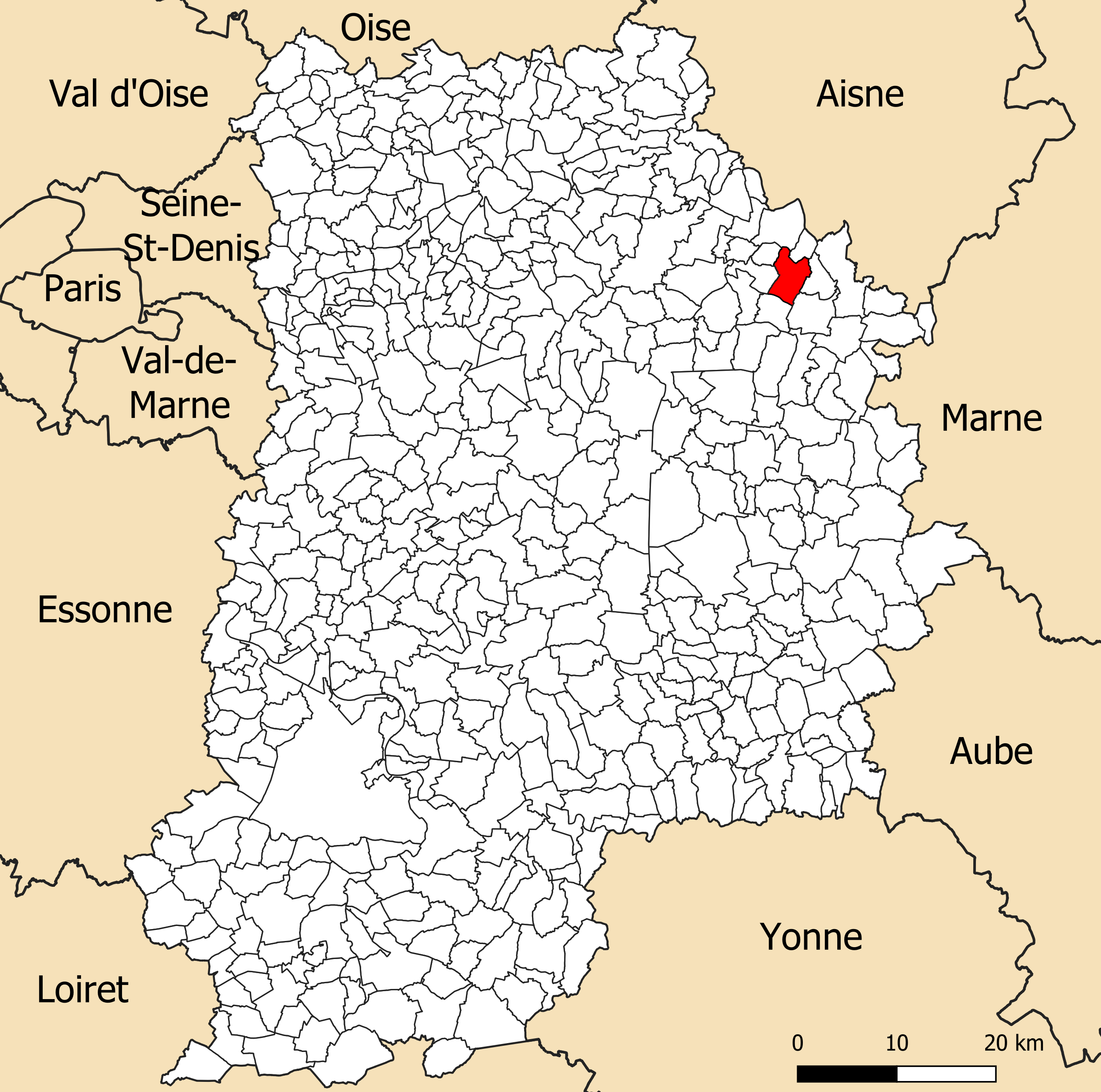
Localisation de la commune de Sablonnières dans le département de Seine-et-Marne.

### Communes limitrophes
Les communes limitrophes sont Bassevelle, Bellot, Boitron, Hondevilliers, Saint-Léger, La Trétoire et Villeneuve-sur-Bellot.
| Boitron     | Bassevelle   | Hondevilliers         |
| La Trétoire | Sablonnières | Villeneuve-sur-Bellot |
|             | Saint-Léger  | Bellot                |

### Géologie et relief
L'altitude de la commune varie de 75 mètres à 192 mètres pour le point le plus haut, le centre du bourg se situant à environ 80 mètres d'altitude (mairie). Elle est classée en zone de sismicité 1, correspondant à une sismicité très faible.

### Hydrographie

#### Réseau hydrographique

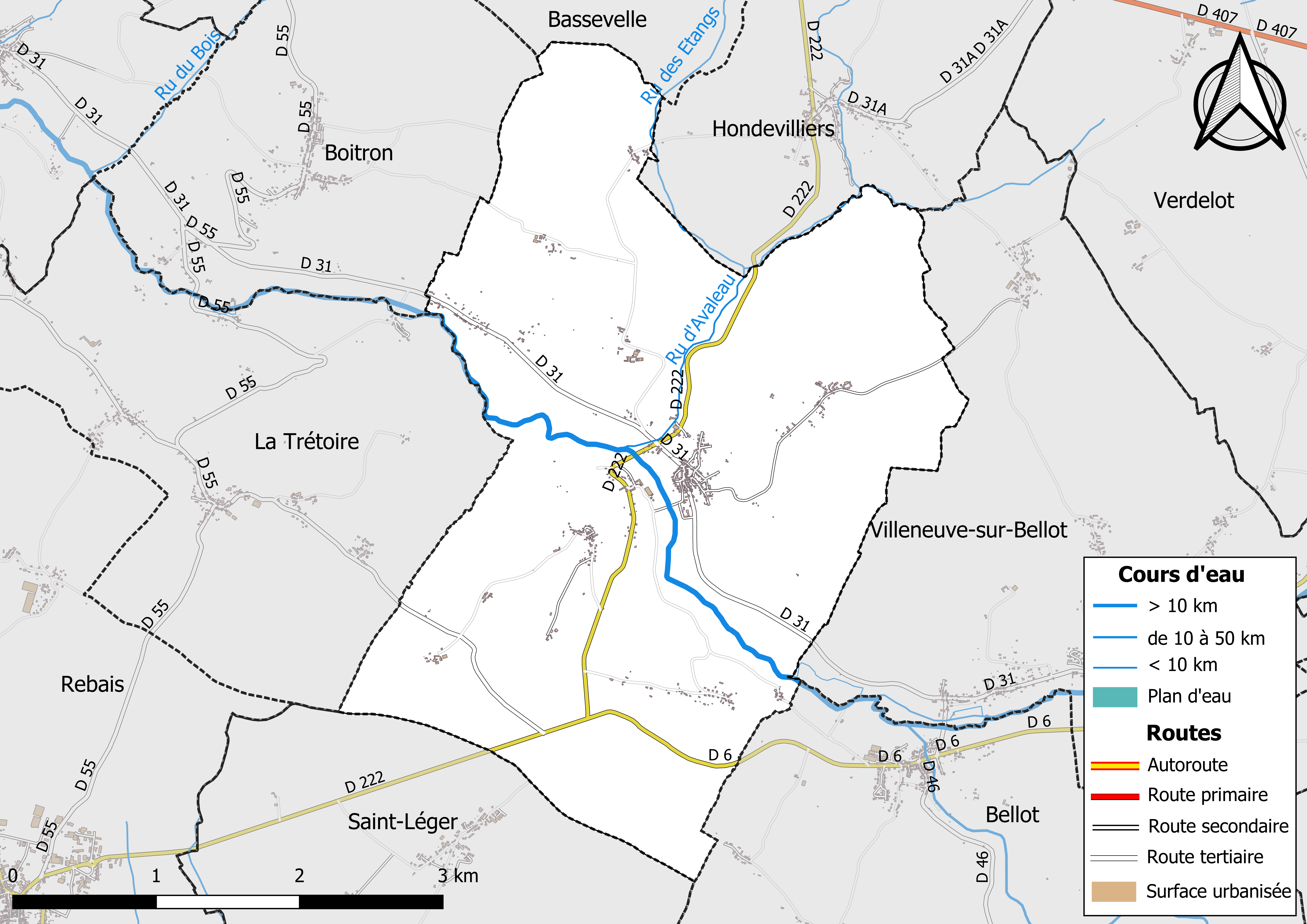
Carte des réseaux hydrographique et routier de Sablonnières.

Le réseau hydrographique de la commune se compose de cinq cours d'eau référencés :
- la rivière le Petit Morin, long de 86,33 km[3], affluent de la Marne en rive gauche, ainsi que :
  - un bras de 0,71 km[4] ;
  - un bras de 0,39 km[5] ;
  - le ru d'Avaleau, 4,82 km[6], affluent du Petit Morin ;
    - le ru des Étangs, 3,13 km[7], qui conflue avec le ru d'Avaleau.

La longueur totale des cours d'eau sur la commune est de 5,94 km.

#### Gestion des cours d'eau
Afin d’atteindre le bon état des eaux imposé par la Directive-cadre sur l'eau du 23 octobre 2000, plusieurs outils de gestion intégrée s’articulent à différentes échelles : le SDAGE, à l’échelle du bassin hydrographique, et le SAGE, à l’échelle locale. Ce dernier fixe les objectifs généraux d’utilisation, de mise en valeur et de protection quantitative et qualitative des ressources en eau superficielle et souterraine. Le département de Seine-et-Marne est couvert par six SAGE, au sein du bassin Seine-Normandie.
La commune fait partie du SAGE « Petit et Grand Morin », approuvé le 21 octobre 2016. Le territoire de ce SAGE comprend les bassins du Petit Morin (630 km2) et du Grand Morin (1 185 km2). Le pilotage et l’animation du SAGE sont assurés par le syndicat mixte d'aménagement et de gestion des Eaux (SMAGE) des 2 Morin, qualifié de « structure porteuse ».

### Climat
Pour des articles plus généraux, voir Climat de l'Île-de-France et Climat de Seine-et-Marne.
En 2010, le climat de la commune est de type climat océanique dégradé des plaines du Centre et du Nord, selon une étude du CNRS s'appuyant sur une série de données couvrant la période 1971-2000. En 2020, Météo-France publie une typologie des climats de la France métropolitaine dans laquelle la commune est exposée à un climat océanique altéré et est dans la région climatique Nord-est du bassin Parisien, caractérisée par un ensoleillement médiocre, une pluviométrie moyenne régulièrement répartie au cours de l’année et un hiver froid (3 °C).
Pour la période 1971-2000, la température annuelle moyenne est de 10,5 °C, avec une amplitude thermique annuelle de 15,1 °C. Le cumul annuel moyen de précipitations est de 747 mm, avec 12 jours de précipitations en janvier et 8,2 jours en juillet. Pour la période 1991-2020, la température moyenne annuelle observée sur la station météorologique la plus proche, située sur la commune de Saint-Cyr-sur-Morin à 9 km à vol d'oiseau, est de 11,2 °C et le cumul annuel moyen de précipitations est de 814,8 mm,. Pour l'avenir, les paramètres climatiques de la commune estimés pour 2050 selon différents scénarios d'émission de gaz à effet de serre sont consultables sur un site dédié publié par Météo-France en novembre 2022.

### Milieux naturels et biodiversité

#### Réseau Natura 2000

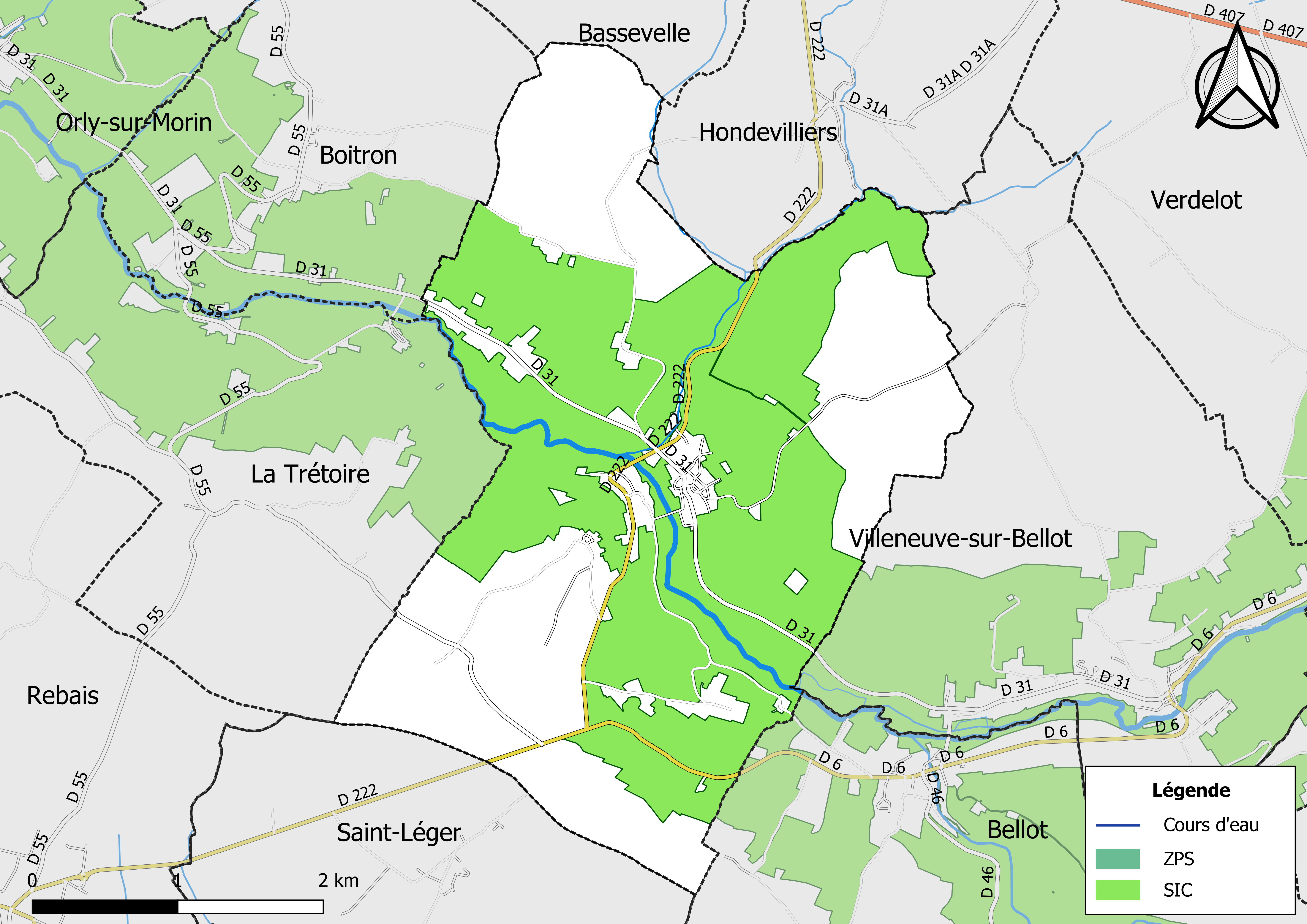
Sites Natura 2000 sur le territoire communal.

Le réseau Natura 2000 est un réseau écologique européen de sites naturels d’intérêt écologique élaboré à partir des Directives « Habitats » et « Oiseaux ». Ce réseau est constitué de Zones spéciales de conservation (ZSC) et de Zones de protection spéciale (ZPS). Dans les zones de ce réseau, les États Membres s'engagent à maintenir dans un état de conservation favorable les types d'habitats et d'espèces concernés, par le biais de mesures réglementaires, administratives ou contractuelles.
Un site Natura 2000 a été défini sur la commune au titre de la « directive Habitats », : 
- le « Petit Morin de Verdelot à Saint-Cyr-sur-Morin », d'une superficie de 3 589 ha, un site qui accueille la plus importante population d’Île-de-France de cuivré des marais (Lycaena dispar) et la deuxième plus importante population d’Île-de-France de sonneur à ventre jaune (Bombina variegata)[20],[21].

#### Zones naturelles d'intérêt écologique, faunistique et floristique
L’inventaire des zones naturelles d'intérêt écologique, faunistique et floristique (ZNIEFF) a pour objectif de réaliser une couverture des zones les plus intéressantes sur le plan écologique, essentiellement dans la perspective d’améliorer la connaissance du patrimoine naturel national et de fournir aux différents décideurs un outil d’aide à la prise en compte de l’environnement dans l’aménagement du territoire.
Le territoire communal de Sablonnières comprend une ZNIEFF de type 1,,, 
le « Petit Morin » (30,09 ha), couvrant 10 communes du département.
, et une ZNIEFF de type 2,, 
la « vallée du Petit Morin de Verdelot à la Ferte Sous-Jouarre » (4 988,89 ha), couvrant 15 communes du département.

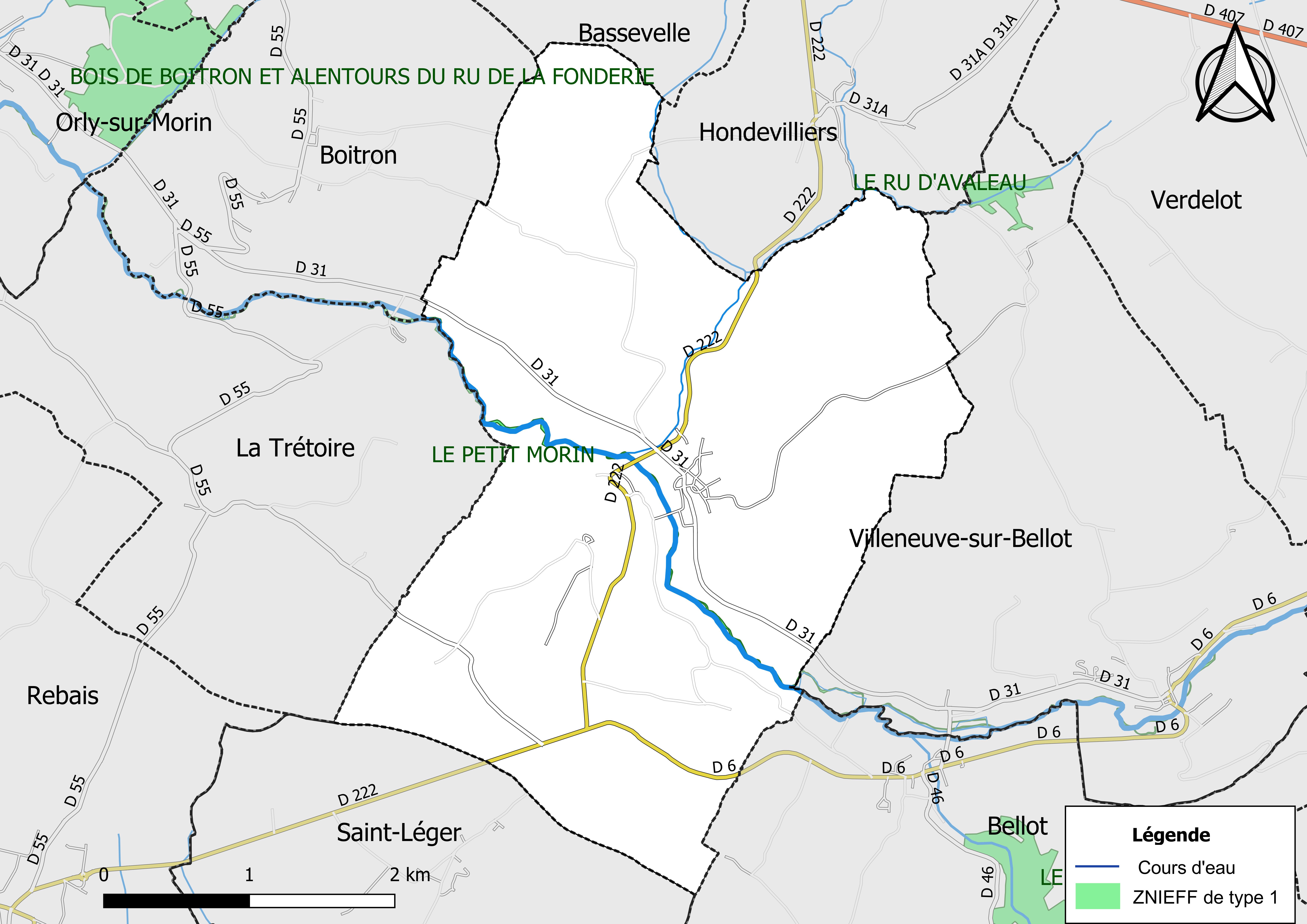
Carte de la ZNIEFF de type 1 de la commune.
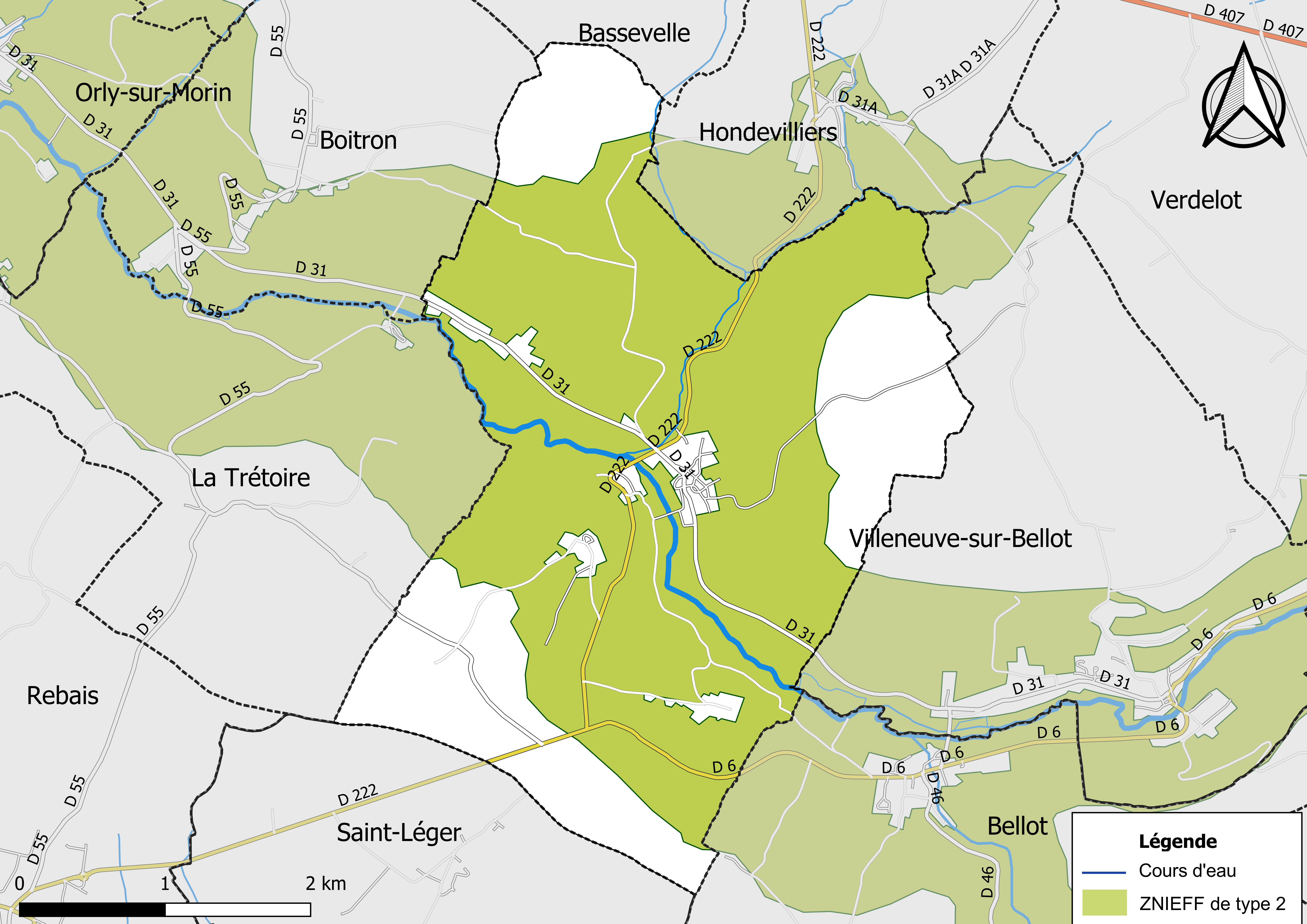
Carte de la ZNIEFF de type 2 de la commune.

## Urbanisme

### Typologie
Au 1er janvier 2024, Sablonnières est catégorisée commune rurale à habitat dispersé, selon la nouvelle grille communale de densité à sept niveaux définie par l'Insee en 2022.
Elle est située hors unité urbaine. Par ailleurs la commune fait partie de l'aire d'attraction de Paris, dont elle est une commune de la couronne,. Cette aire regroupe 1 929 communes,.

### Occupation des sols
L'occupation des sols de la commune, telle qu'elle ressort de la base de données européenne d’occupation biophysique des sols Corine Land Cover (CLC), est marquée par l'importance des territoires agricoles (75 % en 2018), une proportion sensiblement équivalente à celle de 1990 (75,2 %). La répartition détaillée en 2018 est la suivante : 
terres arables (51,5% ), forêts (23,1% ), prairies (18,5% ), zones agricoles hétérogènes (5% ), zones urbanisées (1,9 %).
Parallèlement, L'Institut Paris Région, agence d'urbanisme de la région Île-de-France, a mis en place un inventaire numérique de l'occupation du sol de l'Île-de-France, dénommé le MOS (Mode d'occupation du sol), actualisé régulièrement depuis sa première édition en 1982. Réalisé à partir de photos aériennes, le Mos distingue les espaces naturels, agricoles et forestiers mais aussi les espaces urbains (habitat, infrastructures, équipements, activités économiques, etc.) selon une classification pouvant aller jusqu'à 81 postes, différente de celle de Corine Land Cover,,. L'Institut met également à disposition des outils permettant de visualiser par photo aérienne l'évolution de l'occupation des sols de la commune entre 1949 et 2018.

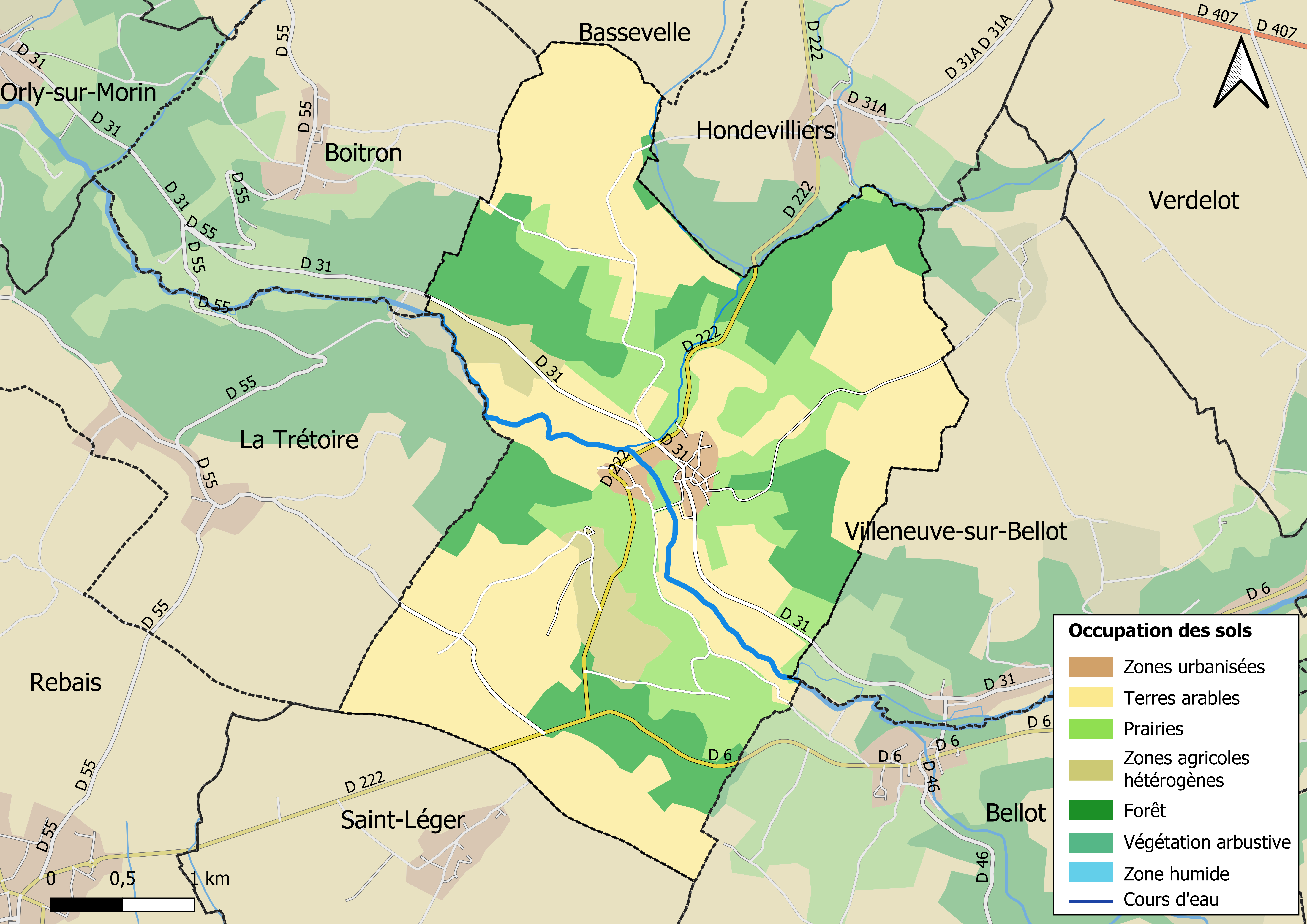
Carte des infrastructures et de l'occupation des sols en 2018 (CLC) de la commune.
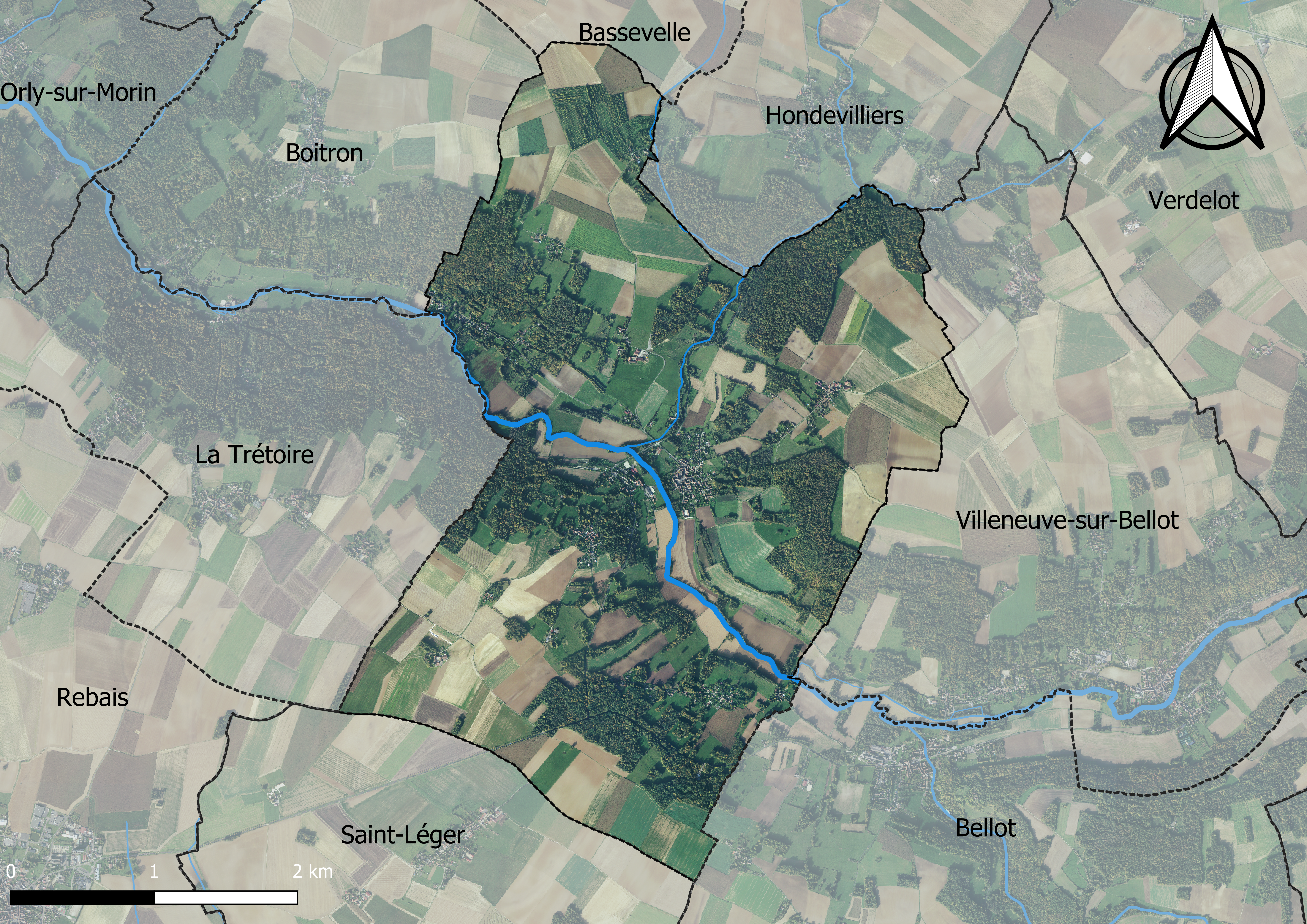
Carte orhophotogrammétrique de la commune.

### Planification
La commune disposait en 2019 d'un plan local d'urbanisme approuvé. Un plan local d'urbanisme intercommunal couvrant le territoire de la communauté de communes des Deux Morin, prescrit le 28 juin 2018, était en élaboration,. Le zonage réglementaire et le règlement associé peuvent être consultés sur le Géoportail de l'urbanisme.

### Lieux-dits et écarts
La commune compte 171 lieux-dits administratifs répertoriés consultables ici (source : le fichier Fantoir) dont la Noue et le Vautron.
Les noms actuels ou passés des hameaux, des lieux-dits et des chemins: liée soit au relief des lieux ; la Butte du Plessier, le Montcel, le Vautron, soit à la nature du sol ; la Bourbière, le Champ du Heurt, les Fondrières, les Glas, les Hacots, les Grands Savarts, le Pierry ou à sa couleur ; la Terre Noire, les Terres Blanches, soit à la présence de sources ou de fontaines ; les Avônes, les Fontenys, la Fontaine au Maçon, la Fontaine aux Tanches, la Fontaine du Château, Fontaine Parée, la Fontaine Bruyat, Fontaine des Porchers ou de plans d'eau ; Clos de la Mare, Champ de la Mare, l'Étang des Auges, l'Étang de Crèvecoeur, l'Étang de Marlande, l'Étang de Moquetonne, le Bois de la Mare, la Noue, Sur l'Étang de Montchevrel ou de cours d'eau ; la Rouillie, Sous le Ru des Feytieux, soit à la pratique d'une culture ; les Aigres Vignes, la Navetière, l'Orgère, la Vieille Vigne, la Vigne aux Chardons, le Vignoble du Vautron, la Vigne des Longuets, soit à la présence d'une forêt ; Sous la Forêt, les Bois Verts, les Bois du Mont Chevret, le Bois Prieur, le Bois de la Mare ou plus précisément au type de forêt ; la Folie, le Haillier, Haute feuille, voire à la dominance d'une essence d'arbres ; les Aulnettes, les Cinq Chênes, la Haie des Trembles, Pièce des Noyers, les Grands Ormes, le Jarriel, Champ du Poirier, Champ du Frêneau, Les Trembles ou d'arbustes ; l'Epinette, les Longues Viornes, l'Oseraie, Champ de la Ronce, soit à la proximité de constructions ; chemin de la Grand-Maison, Maison-Neuve, la Masure ou de voies anciennes ; la Houille, le Champ-Ouie, soit à l'implantation d'une industrie ; le champ du Cloyon, le Fourneau, le champ Fourneau, le Moulin, le Champ du Pressoir, la Tuilerie, les Pièces du Four à Chaux, soit à l'utilisation des lieux ; la Corvée, chemin de la Garenne, la Pâture des Hacots, l'Aisance des Jardins, la Justice, la Lièvrerie, l'Ouche Maugré, l'Ouchette, le Putet, à leur situation ; Bois d'En-Haut, Au-dessous de l'Étang de Marlande, Au-dessus d'Haute-feuille, le Pavé d'Hondevilliers, Au-dessus des Regains ou à la taille des terrains ; le Grand Champ, le Grand Clos, soit à l'existence de clôtures ; la Haie au Nain, Clos des Ducs, Le Clos des Olivettes, les Closeaux, le Parc, soit enfin au nom d'un propriétaire ou d'une famille installée sur les lieux ; Bois Frémy, le Carré Huot, Champ Colin, Champ Marin, le Clos Capitaine, le Bosquet Gillet, le Gain Jean, le Gain de la Baillie, Bois Margot, la Pièce Moreau, les Gobas, les Renaults, Pré Méline, Mazure des Villoiseau, la Vente Fassier, le Champ Boutry, le Clos des Ducol, Clos Ducreux...

### Logement
En 2017, le nombre total de logements dans la commune était de 374 dont 94,7 % de maisons et 4,5 % d'appartements.
Parmi ces logements, 80,2 % étaient des résidences principales, 12,8 % des résidences secondaires et 7 % des logements vacants.
La part des ménages fiscaux propriétaires de leur résidence principale s'élevait à 85,7 % contre 10,7 % de locataires dont, 0,3 % de logements HLM loués vides (logements sociaux) et, 3,7 % logés gratuitement.

## Toponymie
Le nom de la localité est mentionné sous les formes Salvonarias supra Moram au VIe siècle ; Sablonieres vers 1172 ; Domus de Sabloneriis en 1201 ; Fortericia de Sablonieres en 1222 ; Sablonneriae en 1295 ; Sabolunariae au XIIIe siècle ; Sablonnyères en 1505 ; Sablonnieres en Brye en 1507 ; Sabellionieres en 1549.
Une sablonnière désigne un lieu d’où l’on extrayait du sablon (sable au grain très fin que l’on utilisait notamment pour curer les récipients en cuivre) ou plus communément un gisement de sable.
 Sur le plan géologique, des gisements de sablons de sables d'Auvers (sables et grès grossiers à stratifications entrecroisées) et sables de Beauchamp (sables et grès fins à stratification horizontale) ont bien été localisés dans la commune, de part et d'autre du Petit Morin.
  
Un lieu-dit "La Sablière" était identifié vers le Jariel dans un bail du 20 mars 1758 consenti par le seigneur local accordant à l'exploitant de la tuilerie de Sablonnières le droit de prendre du sable dans une sablière proche du ru d'Avaleau, au-dessous du Moulin.
Par délibération du 28 août 1915, la municipalité demanda le changement du nom de la commune en « Sablonnières-sur-Morin », afin d'éviter des confusions avec des localités homonymes dans l'acheminement postal des marchandises. Cette requête reçut un avis favorable du directeur des postes, télégraphes et télécommunications de Seine-et-Marne le 13 septembre de la même année, ainsi que l'aval du Conseil général. Elle fut toutefois rejetée par le ministère de l'Intérieur au motif qu'aucune autre commune en France ne portait le même nom.

## Histoire
Une tombe à char celte protohistorique a été découverte sur le territoire de la commune.

## Politique et administration

### Liste des maires
| Période                                  | Période  | Identité                          | Étiquette | Qualité                            |
| ---------------------------------------- | -------- | --------------------------------- | --------- | ---------------------------------- |
| Les données manquantes sont à compléter. |          |                                   |           |                                    |
| 1791                                     |          | Nicolas Chérier                   |           |                                    |
| 1792                                     |          | François Baron                    |           | maçon                              |
| 1800                                     |          | Jean-Pierre Moutenot              |           | marchand de bois                   |
| 1815                                     |          | Denis Victor Bénard               |           | meunier                            |
| 1821                                     |          | Jean-Baptiste Perrin              |           | cultivateur                        |
| 1828                                     |          | Jean Louis Delétain               |           | cribleur                           |
| 1831                                     |          | Pierre Joseph Delambre            |           | propriétaire                       |
| 1835                                     |          | Louis Isidore Delétain            |           | cultivateur                        |
| 1844                                     |          | Charles François Albert Cherrier  |           | cultivateur                        |
| 1847                                     |          | Louis François Antoine Rémy       |           |                                    |
| 1848                                     |          | Victoire François Joseph Gergonne |           | cultivateur                        |
| 1860                                     |          | Honoré Eugène Barbier             |           | propriétaire                       |
| 1872                                     |          | Dessaint Rémy                     |           | géomètre                           |
| 1875                                     |          | Honoré Eugène Barbier             |           | propriétaire                       |
| 1876                                     |          | Dessaint Rémy                     |           |                                    |
| 1886                                     |          | François Cyr Alexandre Lemoine    |           | cultivateur                        |
| 1886                                     |          | Dessaint Rémy                     |           |                                    |
| 1887                                     |          | Eugène Alexandre Lourdin          |           | cultivateur                        |
| 1912                                     |          | Jean Oscar Fournier               |           | chansonnier et cheminot            |
| 1919                                     |          | Louis Hipployte Choquier          |           | Délégué faisant fonction de maire  |
| 1919                                     |          | Désiré Alphonse Bourguignon       |           | propriétaire                       |
| 1945                                     |          | Georges Emile Alexandre Rousselet |           | ancien charron                     |
| 1947                                     |          | Henri Désiré Delambre             |           |                                    |
| 1953                                     |          | Maurice Georges Mesle             |           | ancien vannier et employé EDF      |
| 1966                                     |          | Bernard Goujat                    |           | ancien vannier                     |
| 1983                                     |          | Fernand Barès                     |           | enseignant et principal de collège |
| mars 2001                                | 2020     | Dominique Lefebvre                |           |                                    |
| 2020                                     | En cours | Frédérique Demaison               |           | Retraitée                          |

## Équipements et services

### Eau et assainissement
L’organisation de la distribution de l’eau potable, de la collecte et du traitement des eaux usées et pluviales relève des communes. La loi NOTRe de 2015 a accru le rôle des EPCI à fiscalité propre en leur transférant cette compétence. Ce transfert devait en principe être effectif au 1er janvier 2020, mais la loi Ferrand-Fesneau du 3 août 2018 a introduit la possibilité d’un report de ce transfert au 1er janvier 2026,.

#### Assainissement des eaux usées
En 2020, la commune de Sablonnières gère le service d’assainissement collectif (collecte, transport et dépollution) en régie directe, c’est-à-dire avec ses propres personnels.
L’assainissement non collectif (ANC) désigne les installations individuelles de traitement des eaux domestiques qui ne sont pas desservies par un réseau public de collecte des eaux usées et qui doivent en conséquence traiter elles-mêmes leurs eaux usées avant de les rejeter dans le milieu naturel. Le Syndicat mixte d'assainissement du Nord-Est  (SIANE) assure pour le compte de la commune le service public d'assainissement non collectif (SPANC), qui a pour mission de vérifier la bonne exécution des travaux de réalisation et de réhabilitation, ainsi que le bon fonctionnement et l’entretien des installations,.

#### Eau potable
En 2020, l'alimentation en eau potable est assurée par le syndicat de l'Eau de l'Est seine-et-marnais (S2E77) qui gère le service en régie,,.

## Population et société

### Démographie
L'évolution du nombre d'habitants est connue à travers les recensements de la population effectués dans la commune depuis 1793. Pour les communes de moins de 10 000 habitants, une enquête de recensement portant sur toute la population est réalisée tous les cinq ans, les populations de référence des années intermédiaires étant quant à elles estimées par interpolation ou extrapolation. Pour la commune, le premier recensement exhaustif entrant dans le cadre du nouveau dispositif a été réalisé en 2007.

En 2022, la commune comptait 768 habitants, en évolution de +7,26 % par rapport à 2016 (Seine-et-Marne : +3,92 %, France hors Mayotte : +2,11 %).
| 1793 | 1800 | 1806 | 1821 | 1831 | 1836 | 1841 | 1846 | 1851 |
| ---- | ---- | ---- | ---- | ---- | ---- | ---- | ---- | ---- |
| 672  | 681  | 714  | 706  | 741  | 699  | 709  | 719  | 742  |

| 1856 | 1861 | 1866 | 1872 | 1876 | 1881 | 1886 | 1891 | 1896 |
| ---- | ---- | ---- | ---- | ---- | ---- | ---- | ---- | ---- |
| 684  | 768  | 733  | 712  | 696  | 642  | 624  | 610  | 600  |

| 1901 | 1906 | 1911 | 1921 | 1926 | 1931 | 1936 | 1946 | 1954 |
| ---- | ---- | ---- | ---- | ---- | ---- | ---- | ---- | ---- |
| 607  | 596  | 565  | 508  | 545  | 510  | 482  | 483  | 479  |

| 1962 | 1968 | 1975 | 1982 | 1990 | 1999 | 2006 | 2007 | 2012 |
| ---- | ---- | ---- | ---- | ---- | ---- | ---- | ---- | ---- |
| 417  | 445  | 443  | 524  | 595  | 628  | 671  | 677  | 701  |

| 2017 | 2022 | - | - | - | - | - | - | - |
| ---- | ---- | - | - | - | - | - | - | - |
| 721  | 768  | - | - | - | - | - | - | - |

## Économie

### Revenus de la population et fiscalité
En 2018, le nombre de ménages fiscaux de la commune était de 297, représentant 696 personnes et la  médiane du revenu disponible par unité de consommation  de 22 720 euros.

### Emploi
En 2017 , le nombre total d’emplois dans la zone était de 90, occupant 308 actifs  résidants.
Le taux d'activité de la population (actifs ayant un emploi) âgée de 15 à 64 ans s'élevait à 67,9 % contre un taux de chômage de 9,3 %.
Les 22,8 % d’inactifs se répartissent de la façon suivante : 5,9 % d’étudiants et stagiaires non rémunérés, 9,5 % de retraités ou préretraités et 7,4 % pour les autres inactifs.

### Secteurs d'activité

#### Entreprises et commerces
En 2019, le nombre d’unités légales et d’établissements (activités marchandes hors agriculture) par secteur d'activité était de 36 dont 2 dans l’industrie manufacturière, industries extractives et autres, 13 dans la construction, 9 dans le commerce de gros et de détail, transports, hébergement et restauration, 3 dans l’Information et communication, 1 dans les activités immobilières, 4 dans les activités spécialisées, scientifiques et techniques et activités de services administratifs et de soutien, 1 dans l’administration publique, enseignement, santé humaine et action sociale et 3  étaient relatifs aux autres activités de services.
En 2020, 7 entreprises ont été créées sur le territoire de la commune, dont 5 individuelles.
Au 1er janvier 2021, la commune ne disposait pas d’hôtel et de terrain de camping.

#### Agriculture
Sablonnières est dans la petite région agricole dénommée la « Brie laitière » (anciennement Brie des étangs), une partie de la Brie à l'est de Coulommiers. En 2010, l'orientation technico-économique de l'agriculture sur la commune est la culture de céréales et d'oléoprotéagineux (COP).
Si la productivité agricole de la Seine-et-Marne se situe dans le peloton de tête des départements français, le département enregistre un double phénomène de disparition des terres cultivables (près de 2 000 ha par an dans les années 1980, moins dans les années 2000) et de réduction d'environ 30 % du nombre d'agriculteurs dans les années 2010. Cette tendance se retrouve au niveau de la commune où le nombre d’exploitations est passé de 13 en 1988 à 10 en 2010. Parallèlement, la taille de ces exploitations augmente, passant de 51 ha en 1988 à 85 ha en 2010.
Le tableau ci-dessous présente les principales caractéristiques des exploitations agricoles de Sablonnières, observées sur une période de 22 ans : 
|                                      | 1988 | 2000 | 2010 |
| ------------------------------------ | ---- | ---- | ---- |
| Dimension économique,                |      |      |      |
| Nombre d’exploitations (u)           | 13   | 9    | 10   |
| Travail (UTA)                        | 17   | 12   | 12   |
| Surface agricole utilisée (ha)       | 658  | 706  | 847  |
| Cultures                             |      |      |      |
| Terres labourables (ha)              | 439  | 551  | 696  |
| Céréales (ha)                        | 334  | 402  | 516  |
| dont blé tendre (ha)                 | 186  | 209  | 289  |
| dont maïs-grain et maïs-semence (ha) | 76   | 85   | 78   |
| Tournesol (ha)                       | s    |      |      |
| Colza et navette (ha)                | s    | s    | 53   |
| Élevage                              |      |      |      |
| Cheptel (UGBTA)                      | 366  | 261  | 284  |

## Culture locale et patrimoine

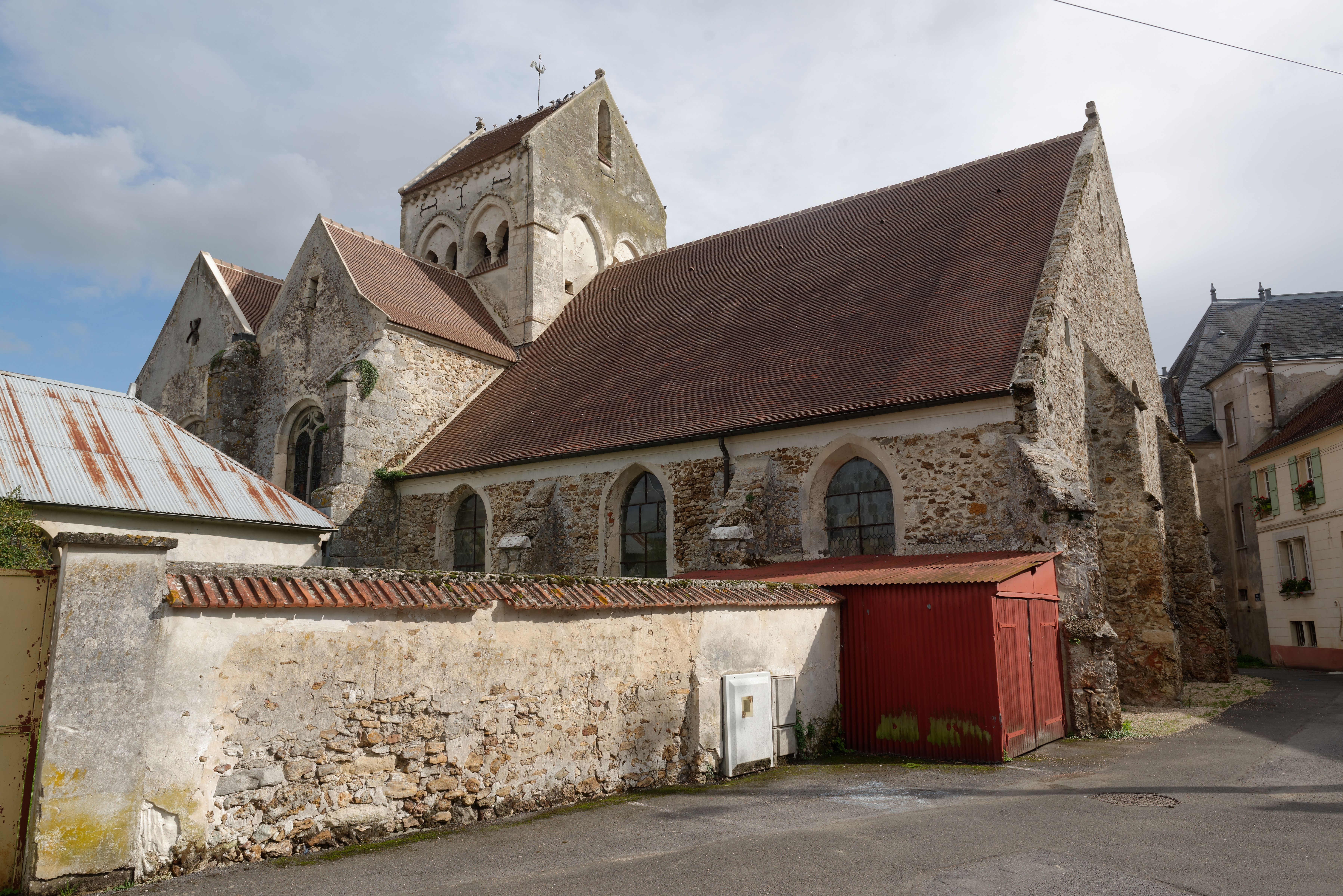
L'église Saint-Martin.

### Monuments et lieux remarquables
La commune compte deux monuments répertoriés à l'inventaire des monuments historiques (Base Mérimée).
- L'église Saint-Martin,  Inscrit MH[65] ;
- Jardin d'agrément dit Jardins du château de Sablonnières[66].

### Autres lieux et monuments
- Lavoirs.
- Tombes britanniques (1914).
- La Grotte Saint-Hubert[67].

### Héraldique
| Blason de Sablonnières | Blason  | Coupé au 1) de gueules au château d’or essoré de sable, ouvert de deux portes du champ, ajouré de deux fenêtres et d’une lucarne du même, flanqué de deux tours aussi d’or couvertes aussi de sable, ouvertes et ajourées aussi du champ, adextré d’un porc-épic et senestré d’un croissant surmonté d’une étoile, le tout d’or, au 2) d’azur au cor d’argent virolé et enguiché du même soutenu d’une rivière aussi d’argent mouvant de la pointe. |
| Blason de Sablonnières | Détails | Créé en 1993 par M. Molinier, le blason évoque plusieurs éléments de l'histoire de la ville : - le château seigneurial et son démantèlement signalé par les portes et fenêtres ouvertes, - les emblèmes des anciens propriétaires de la seigneurie : le croissant et l'étoile des Ravenel, le porc-épic des Maupeou, - le Petit Morin et la chasse, en relation avec la confrérie de Saint-Hubert.                                                  |